# 로슈 (보주)
로슈(프랑스어: Roche)는 스위스 보주에 위치한 도시로 면적은 6.44km2, 높이는 384m, 인구는 1,529명(2015년 12월 기준), 인구 밀도는 240명/km2이다.

## 역사
로슈(Roche)는 1177년에 로쉬(Rochi)로 처음 언급되었다.

## 지리
로슈의 면적은 2009년 기준으로 6.44k㎡이다. 이 면적 중 3.28k㎡ (50.9%)가 농업 목적으로 사용되는 반면 1.92k㎡ (29.8%)는 산림이다. 나머지 토지 중 1.1k㎡ (17.1%)가 정착(건물 또는 도로), 0.05k㎡ (0.8%)가 강 또는 호수이고, 0.06k㎡(0.9%)는 비생산적인 토지이다.
건축면적 중 공업용 건물이 전체 면적의 1.7%, 주택과 건물이 4.7%, 교통 기반 시설이 6.2%를 차지했다. 전력 및 수자원 기반 시설 및 기타 특별 개발 지역이 면적의 4.0%를 차지한다. 산림 토지를 제외한 모든 산림 면적은 울창한 산림으로 덮여 있다. 농경지 중 45.8%는 농작물 재배에 사용되며, 4.0%는 목초지이며, 1.1%는 과수원이나 덩굴 작물에 사용된다. 시정촌의 모든 물은 흐르는 물이다.
시정촌은 에이글구, 몽다르벨 기슭의 론 계곡과 Eau Froide gelegen 유역을 따라 위치해 있다. 이곳은 로슈의 마을과 베즈의 작은 마을로 구성되어 있다.

## 인구통계
2020년 12월 기준, 로슈의 인구는 1,867명이다. 2008년 기준으로 인구의 19.9%가 거주 외국인이다. 지난 10년(1999-2009년) 동안 인구는 5.9%의 비율로 변화했다. 이주로 인해 7.5%의 비율로, 출생 및 사망으로 인해 -0.9%의 비율로 변경되었다.
2000년 기준, 인구 대부분인 835명(93.4%)이 프랑스어를 구사하며, 독일어가 18명(2.0%)으로 2위이고, 이탈리아어가 13명(1.5%)으로 3위이다.
지자체의 인구 중 288명(약 32.2%)가 로슈에서 태어나 2000년에 거기에 살았다. 같은 주에서 태어난 296명(33.1%)이 있었고, 149명(16.7%)이 스위스 타지에서 태어났고, 122명(13.6%)은 스위스 이외의 외국 지역에서 태어났다.
2008년에는 스위스 시민이 11명, 비스위스계 시민이 4명을 출산했으며, 같은 기간에 스위스 시민이 9명 사망했다. 이민과 이주를 무시하면 스위스 시민의 인구는 2명이 증가했고, 외국인 인구는 4명이 증가했다. 스위스에서 이민을 온 스위스 남성이 2명 있었다. 동시에 다른 나라에서 스위스로 이주한 5명의 비스위스 남성과 11명의 비스위스계 여성이 있었다. 2008년 전체 스위스 인구 변화(시 경계를 넘는 이동을 포함한 모든 출처에서)는 20명이 증가했고, 비스위스계 인구는 26명이 증가했다. 이는 5.1%의 인구 증가율을 나타낸다.
2009년 기준 로슈의 연령 분포는 다음과 같다. 100명의 어린이 또는 인구의 10.5%가 0~9세이고 119명의 십대 또는 12.5%가 10~19세이다. 성인 인구 중 115명 또는 인구의 12.0%가 20~29세이다. 121명(12.7%)은 30~39세, 140명(14.7%)은 40~49세, 132명(13.8%)은 50~59세이다. 고령자 분포는 117명(인구의 12.3%)이 60세 이상이다. 69세는 70~79세가 64명(6.7%), 80~89세가 43명(4.5%), 90세 이상이 4명(0.4%)이다.
2000년 기준으로 시정촌에 미혼이거나, 독신인 사람은 309명이다. 기혼자는 469명, 미망인은 70명, 이혼한 사람은 46명이었다.
2000년 기준으로 시정촌의 개인가구는 369세대로 가구당 평균 2.3명이다. 1인 가구는 115가구, 5인 이상 가구는 13가구였다. 총 376가구 중 1인 가구가 30.6%로 부모와 동거하는 성인 2명이 있었다. 나머지 가구 중 자녀가 없는 기혼 부부는 117쌍, 자녀가 있는 기혼 부부는 115쌍으로, 자녀가 있는 편부모는 16가구였다. 혈연관계가 없는 사람들로 구성된 4가구와 일종의 시설이나 다른 공동주택으로 구성된 7가구였다.
2000년에는 총 199채의 주거용 건물 중 110채(전체의 55.3%)가 단독주택이었다. 다가구는 53채(26.6%), 주거용으로 주로 사용되는 다목적 건물은 20채(10.1%), 기타 용도(상업용, 공업용)는 16채(8.0%)였다. 단독 주택 중 27채는 1919년 이전에 지어졌고 4채는 1990년에서 2000년 사이에 지어졌다. 가장 많은 다가구 주택(24채)이 1919년 이전에 지어졌고 그 다음으로 많은 다가구 주택(7채)이 1961년과 1970년 사이에 지어졌다.
2000년에는 시정촌에 428개의 아파트가 있었다. 가장 흔한 아파트 규모는 3실 142실이었다. 19실, 78실 5실 이상 아파트가 있었다. 이 중 상가주택은 총 359채(전체의 83.9%)였으며, 성수기 43채(10.0%), 공실 26채(6.1%)였다. 2009년 기준 신규주택 건설률은 인구 1000명당 51.3세대이다. 2010년 시정촌 공실률은 1.04%였다.
역사적 인구는 다음 차트에 나와 있다.:

### 종교
2000년 인구 조사에 따르면 285명(31.9%)이 로마 가톨릭 신자이고, 447명(50.0%)이 스위스 개혁 교회에 속해 있다. 나머지 인구 중 정교회 교인이 2명 (인구의 약 0.22%)이고 다른 기독교 교인이 18명(인구의 약 2.01%)이었다. 이슬람교는 9명(인구의 약 1.01%), 불교가 3명 있었다. 70명(인구의 약 7.83%)은 교회에 속하지 않았고 불가지론자 또는 무신론자였으며, 60명(인구의 약 6.71%)은 질문에 대답하지 않았다.

## 정치
2007년 연방 선거에서 가장 인기 있는 정당은 35.31%의 득표율을 얻은 SP였다. 다음으로 가장 인기 있는 3개 정당은 SVP (29.04%), FDP (18.61%), 녹색당 (5.64%)이었다. 이번 연방선거에서는 총 203표를 득표했고, 투표율은 35.0%였다.

## 경제
2010년 기준 로슈의 실업률은 4.4%이다. 2008년 기준으로 1차 경제 부문에 46명이 고용되어 있으며, 이 부문에 약 11개 기업이 참여하고 있다. 247명이 2차 부문에 고용되었고, 이 부문에 16개의 기업이 있었다. 171명이 3차 부문에 고용되었으며, 이 부문에는 35개의 기업이 있다. 시정촌 주민은 462명으로 일정 정도 고용되었으며, 그 중 여성이 전체 노동력의 40.5%를 차지하였다.
2008년에 정규직에 상응하는 총 일자리 수는 416개였다. 1차 부문의 일자리 수는 38개였으며, 모두 농업에 있었다. 2차 부문의 일자리 수는 237개였으며, 그 중 제조업이 129개(54.4%), 건설이 84개(35.4%)였다. 3차 부문의 일자리 수는 141개였다. 3차 부문의 경우; 82개(58.2%)는 도소매 또는 자동차 수리업, 23개(16.3%)는 상품의 이동 및 보관, 9개(6.4%)는 호텔 또는 레스토랑, 2개(1.4%)는 정보 산업에 종사했다. 8개(5.7%)는 기술 전문가 또는 과학자, 5개(3.5%)는 교육, 2개(1.4%)는 의료 분야에 있었다.
2000년 기준 시정촌으로 출퇴근하는 근로자는 256명, 출퇴근 근로자는 327명이었다. 지자체는 근로자의 순수출국으로, 들어오는 1명당 약 1.3명의 근로자가 지자체를 떠나고 있다. 로슈에 들어오는 인력의 약 4.3%가 스위스 외부에서 유입된다. 근로 인구의 11.7%가 출퇴근을 위해 대중교통을 이용했고, 64.3%가 자가용을 이용했다.

## 교육
로슈에서는 인구의 약 364명(40.7%)이 필수가 아닌 고등 중등 교육을 이수했으며, 41명(4.6%)이 추가 고등 교육(대학 또는 응용학문대학)을 마쳤다. 고등 교육을 마친 41명 중 65.9%가 스위스 남성, 14.6%가 스위스 여성, 14.6%가 비스위스계 남성이었다.
2009/2010 학년도에 로슈(VD) 학군에는 총 156명의 학생이 있었다. 보주 주립학교 시스템에서는 정치 구역에서 2년간의 의무가 아닌 유아원을 제공한다. 학년도 동안 정치 지역은 총 205명의 어린이에게 유치원 보육을 제공했으며, 그 중 96명의 어린이(46.8%)가 보조금을 받는 유치원 보육을 받았다. 캔톤의 초등학교 프로그램은 학생들이 4년 동안 출석해야 한다. 시립 초등학교 프로그램에는 88명의 학생이 있었다. 의무 중등학교 프로그램은 6년 동안 지속되며, 해당 학교의 학생은 66명이었다. 홈스쿨링을 하거나 다른 학교에 다니는 학생도 2명 있었다.
2000년 기준 로슈에는 타 지자체에서 온 학생이 86명, 시외 학교에 다니는 주민이 65명이었다.

## 교통
지자체에는 심플론선에 로슈 VD라는 기차역이 있다. 여기에서 그랑송, 로잔 및 에이글로 향하는 정기 운행편이 있다.